# 京極高朗 (旗本)
京極 高朗（きょうごく たかあき）は、幕末の旗本。通称は啓之助、兵庫。官名は能登守、越前守。

## 経歴
旗本滝川具近（1200石）の次男として生まれる。同じく大目付となった滝川具挙は実兄に当たる。嘉永6年（1853年）、旗本京極高孝（2000石）の養子となって家督を継承した。
安政元年（1854年）、小姓組番士となり、同6年（1859年）、使番に任命されて布衣を許された。
万延元年（1860年）、目付に任じられ、外国貿易を担当する。文久元年（1861年）3月、遣欧使節の目付に選ばれ、5月、特命により通常目付では叙任されない従五位下とされ、能登守を称する。
同年12月に正使竹内保徳、副使松平康直（康英）らと共に品川を出帆した。使節は各国で大歓迎を受け、開港延期の目的を達成した。一方、ロシアとの樺太国境交渉について、ロシアのアジア局長イグナチェフとの折衝の結果、竹内らは北緯48度まで譲歩させることに成功した。しかし京極が、老中安藤信正の寸土も譲るべからずとの訓令を盾に反対し、合意には至らなかった。
1年後の文久2年（1862年）12月に帰国し、所領200石を加増された。翌3年（1863年）2月、大阪湾の砲台建築に関する事務を命じられるが4月に病気を理由に目付を辞職した。
辞職の翌月の5月には神奈川奉行に任命されて職務復帰。同年9月に長崎奉行、11月に騎兵奉行に遷任し、翌元治元年（1864年）6月には目付に再任された。
同年8月、第一次長州征討に際して将軍徳川家茂の扈従を命じられ、また大目付に任じられる。しかしほどなく、同年10月29日に没した。義弟の林学斎が撰した墓碑銘によれば実際の死亡日は9月2日。享年37。

## 系譜
- 父：滝川具近 – 旗本1200石。使番。
- 養父：京極高孝 – 旗本2000石。
- 正室：石河氏の娘
- 継室：林復斎の娘
- 子女：二男三女
- 養子：京極高驥 – 倉橋政常三男。高朗の娘と結婚して婿となる。

旗本京極家にはいくつかの系統があるが、高朗の家系は但馬豊岡藩主京極高盛の三弟京極高門を祖として但馬糸井（現兵庫県朝来市）を知行した糸井京極家である。